# Lijst van Stolpersteine in Tubbergen
De Lijst van Stolpersteine in Tubbergen geeft een overzicht van de Stolpersteine die in de gemeente Tubbergen in de Nederlandse provincie Overijssel zijn geplaatst in het kader van het Stolpersteine-project van de Duitse beeldhouwer-kunstenaar Gunter Demnig.
Stolpersteine zijn opgedragen aan slachtoffers van het nationaalsocialisme, al diegenen die zijn vervolgd, gedeporteerd, vermoord, gedwongen te emigreren of tot zelfmoord gedreven door het nazi-regime. Demnig legt voor elk slachtoffer een aparte steen, meestal voor de laatste zelfgekozen woning.
Omdat het Stolpersteine-project doorloopt, kan deze lijst onvolledig zijn.

## Stolpersteine
In het dorp Tubbergen ligt een Stolperstein.

### Tubbergen
| Afbeelding | Inscriptie | Adres     | Herdachte persoon                    |
| ---------- | --- | --------- | ------------------------------------ |
|            | HIER WOONDE BERNARDUS JOHANNES 'PAUSSCHILDER' EVERS GEB. 1912 VERZETSSTRIJDER 'DE PAUS' VERRADEN GEARRESTEERD 6-10-1944 GEFUSILLEERD 12-10-1944 WEERSELO | Pausweg 7 | Bernardus Johannes Evers (1912-1944) |

## Data van plaatsingen
- 21 oktober 2022: een Stolperstein op Pausweg 7